# Fachsportleiter
Fachsportleiter ist die Bezeichnung für besondere Sportausbilder innerhalb der Bundeswehr. Sie werden in speziellen Disziplinen in enger Kooperation mit dem Deutschen Olympischen Sportbund (DOSB) ausgebildet. Die Ausbildung findet an der Sportschule der Bundeswehr statt.

## Disziplinen (Auswahl)
- Fußball
- Handball
- Volleyball
- Leichtathletik
- Schwimmen
- Gesundheitssport
- Kondition / Fitness
- Judo
- Ski Alpin
- Ski Nordisch
- Orientierungslauf